# ملكية غلازر لمانشستر يونايتد

مانشستر يونايتد هو نادي كرة قدم إنجليزي مقره في أولد ترافورد، مانشستر الكبرى. تم تشكيل النادي باسم Newton Heath LYR Football Club، فريق العمل في لانكشاير ومستودع يوركشاير للسكك الحديدية في نيوتن هيث، في عام 1878م انفصل النادي عن شركة السكك الحديدية في عام 1892م وظل ملكية خاصة لما يقرب من 100 سنة، تغير اسمه إلى مانشستر يونايتد بعد أن نجا من الإفلاس في عام 1902م. كان النادي محل رغبة بالاستحواذ من قطب الإعلام روبرت ماكسويل في عام 1984م وتاجر العقارات مايكل نايتون في عام 1989م، قبل طرحه للاكتتاب العام في عام 1991م؛ حصل النادي على عرض استحواذ آخر من شركة BSkyB التابعة لروبرت مردوخ في عام 1998م قبل الإعلان عن حصة مالكولم جليزر في سبتمبر 2003م.
بحلول نهاية عام 2003م زاد جليزر حصته من 3.17% إلى حوالي 15 ٪، والتي تضاعف تقريبًا خلال عام حتى أكتوبر 2004م. أدى استحواذه على حصة John Magnier وJP McManus البالغة 28.7% في مايو 2005م إلى رفع ملكيته إلى حوالي 57٪، وهو ما يزيد كثيرًا عن عتبة 30% التي من شأنها أن تجبره على إطلاق عرض استحواذ. بعد بضعة أيام استولى على 75% من أسهم النادي، مما سمح له بشطب الشركة من البورصة، وفي غضون شهر استحوذ فريق Glazers على 98% من ملكية النادي عبر الشركة الأم Red Football، مما اضطر الاسهم 2% المتبقية للانسحاب. بلغ سعر الشراء النهائي للنادي 800 مليون جنيه استرليني تقريبًا.
جاء معظم رأس المال الذي استخدمه جليزر لشراء مانشستر يونايتد في شكل قروض، تم تأمين معظمها مقابل أصول النادي، وتكبدت مدفوعات فائدة تزيد عن 60 مليون جنيه إسترليني في السنة. وجاء الباقي في شكل قروض PIK (قروض عينية للدفع)، والتي تم بيعها لاحقًا لصناديق التحوط. لم يكن مانشستر يونايتد مسؤولاً عن PIKs، التي كانت مملوكة لشركة Red Football Joint Venture وتم تأمينها على أسهم تلك الشركة في Red Football (وبالتالي النادي). تم تجميع الفائدة على PIKs بنسبة 14.25% سنويًا. على الرغم من ذلك، لم يسدد فريق Glazers أيًا من قروض PIK في السنوات الخمس الأولى التي امتلكوا فيها النادي. في يناير 2010م، حقق النادي إيرادات بقيمة 500 مليون جنيه إسترليني، وبحلول مارس 2010م، بلغت قيمة PIKs حوالي 207 مليون جنيه إسترليني. تم سداد أموال PIKs في نهاية المطاف في نوفمبر 2010م بوسائل غير محددة. في أغسطس 2012، كجزء من إعادة التمويل، باعت عائلة جليزر عددًا من الأسهم في مانشستر يونايتد في طرح عام أولي (IPO) في بورصة نيويورك (NYSE).
عارض بعض مشجعي مانشستر يونايتد استيلاء جليزر على النادي، خاصة بعد أن أدركوا مستوى الديون التي سيتعين على النادي تحملها بعد أن كان بلا ديون لسنوات عديدة. أطلق المشجعون الغاضبون نادي كرة القدم FC United of Manchester في عام 2005م، والذي دخل دوري كرة القدم في المقاطعات الشمالية الغربية ولعب في دوري الدرجة السادسة National League North من 2015م إلى 2019م. منذ عام 2005م يعمل صندوق أنصار مانشستر يونايتد على طريقة لإعادة ملكية النادي إلى المشجعين. في عام 2010م، التقوا بمجموعة من مشجعي مانشستر يونايتد الأثرياء - أطلق عليهم اسم «الفرسان الحمر» - لمناقشة عرض استحواذ بمليار جنيه إسترليني. ومع ذلك، فشل العرض عندما رفض الفرسان الحمر تلبية القيمة التي حددها جليزر للنادي.

## الخلفية

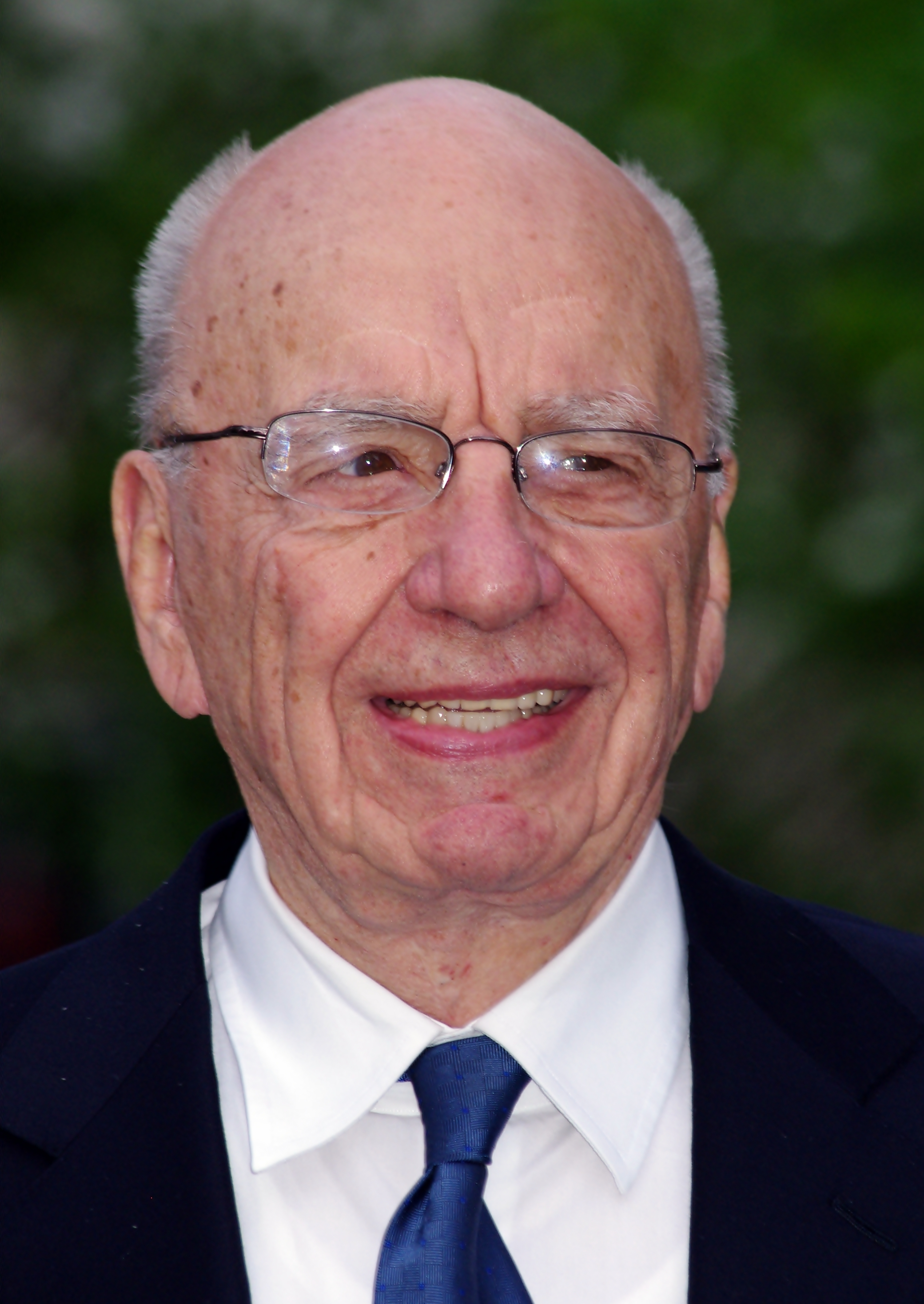
كان مانشستر يونايتد محل عرض استحواذ من شركة BSkyB التابعة لروبرت مردوخ في عام 1998م.

تم تشكيل مانشستر يونايتد باسم Newton Heath LYR FC في عام 1878م من قبل العمال في لانكشاير ومستودع Newton Heath للسكك الحديدية في يوركشاير. في عام 1901م كان النادي مدينًا بأكثر من 2500 جنيه إسترليني ويواجه أمر تصفية؛ ومع ذلك تم إنقاذه من قبل صانع الجعة المحلي جون هنري ديفيز، الذي غير اسمه إلى مانشستر يونايتد في عام 1902م. بعد وفاة ديفيز في عام 1927م، واجه النادي صعوبات مالية مرة أخرى، لكن جيمس دبليو جيبسون تدخل كمتبرع مالي جديد في عام 1931م. توفي جيبسون نفسه عام 1951م، ولكن عندما ورثت أرملته فيوليت ملكية النادي، انتقلت سيطرته إلى المخرج واللاعب السابق هارولد هاردمان.
في هذه الأثناء، بدأ رجل أعمال محلي يُدعى لويس إدواردز في شراء الأسهم في مانشستر يونايتد وأصبح في النهاية رئيسًا لمجلس الإدارة بعد وفاة هاردمان في عام 1965م. اشترى ابنه مارتن إدواردز نسبة من الأسهم من آلان جيبسون - ابن المالك السابق جيمس جيبسون - وأصبح المساهم الأكبر ورئيس مجلس الإدارة عندما توفي لويس إدواردز في عام 1980م. خلال فترة رئاسة مارتن إدواردز، كان مانشستر يونايتد محل جذب للعديد من عروض الاستحواذ؛ الأول جاء من قطب الإعلام روبرت ماكسويل، الذي عرض 10 ملايين جنيه استرليني في فبراير 1984م، لكن البيع توقف قبل إجراء أي محادثات جادة. في عام 1989م كان قطب العقارات مايكل نايتون على وشك إكمال عملية استحواذ بـ20 مليون جنيه استرليني، لكن داعميه الماليين انسحبوا في اللحظة الأخيرة وكان عليه الاكتفاء بمقعد في مجلس الإدارة.
تم طرح مانشستر يونايتد في سوق الأوراق المالية في عام 1991م، وتلقوا عرض استحواذ آخر في عام 1998م، هذه المرة من شركة BSkyB التابعة لروبرت مردوخ. قبل مجلس إدارة مانشستر يونايتد مبلغ 623 مليون جنيه استرليني، ولكن تم منع عملية الاستحواذ من قبل لجنة الاحتكارات والاندماجات في أبريل 1999م. بعد بضع سنوات ظهر صراع على السلطة بين مدير النادي، السير أليكس فيرجسون، وشركائه في سباق الخيل، جون ماغنير وجي بي ماكمانوس، الذين أصبحا تدريجياً أكبر المساهمين عبر شركتهم، Cubic Expression. في نزاع نشأ عن التنازع على ملكية الحصان Rock of Gibraltar، حاول Magnier وMcManus إزالة فيرغسون من منصبه كمدير، واستجاب مجلس الإدارة من خلال الاقتراب من المستثمرين لمحاولة الحد من تأثير الأيرلنديين.
في غضون ذلك، كان أفرام جليزر - نجل مالكولم جليزر - يبحث في الاستثمار في كرة القدم الأوروبية. تمتلك عائلة Glazer بالفعل العديد من الشركات في الولايات المتحدة واشترت امتياز Tampa Bay Buccaneers National Football League في عام 1995م. أقنعوا الحكومة المحلية بتمويل ملعب جديد لـ Buccaneers في عام 1998م وفاز الامتياز بأول Super Bowl في يناير 2003م.

## اقتناء الأسهم والسيطرة عليها

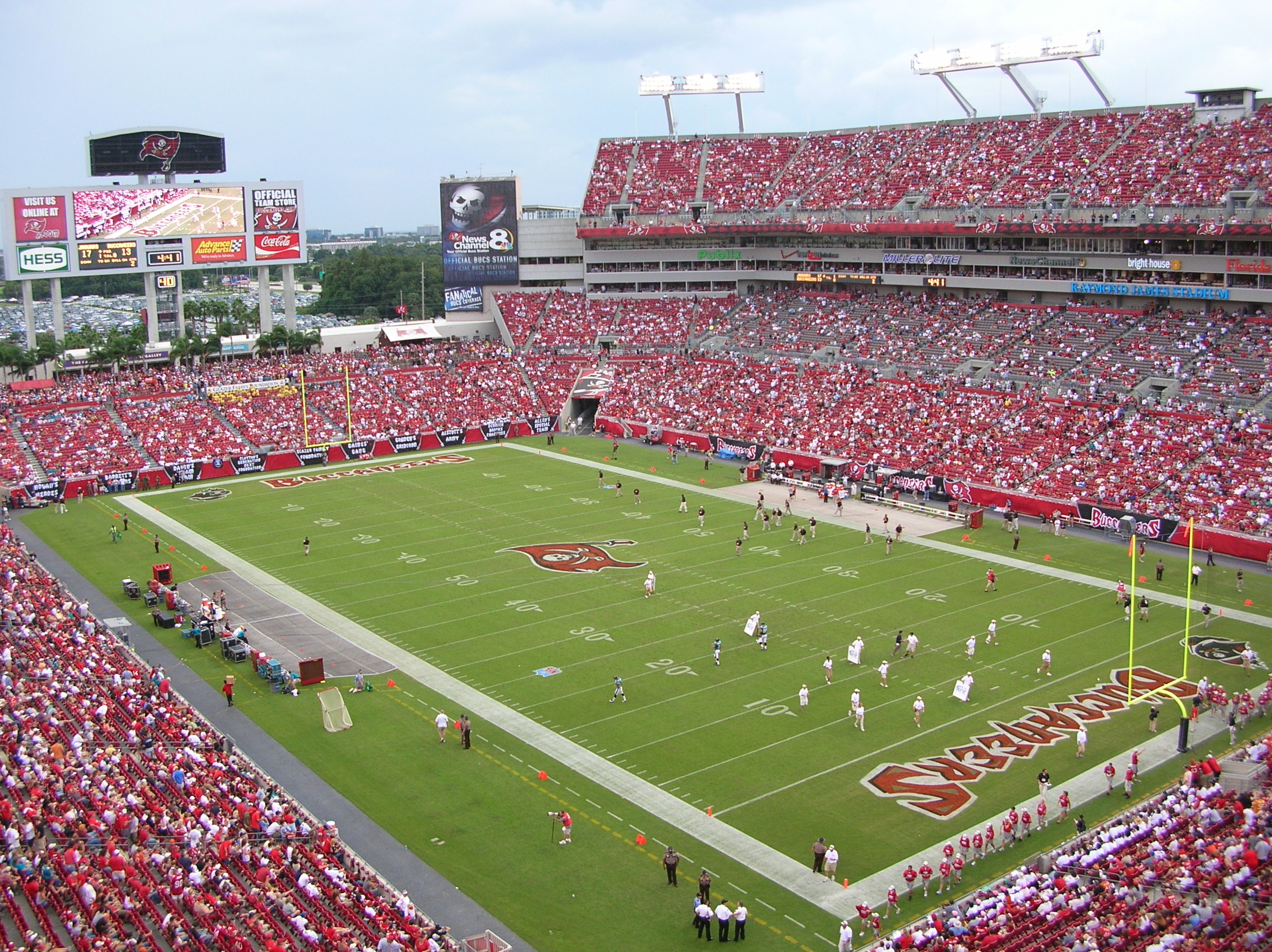
كان بناء ملعب ريموند جيمس في تامبا بولاية فلوريدا أحد التغييرات الرئيسية الأولى التي قام بها جليزر بعد استحواذهم على تامبا باي بوكانيرز.

بعد بحث مجلس إدارة مانشستر يونايتد عن مستثمرين جدد، اشترت عائلة جليزر الشريحة الأولى من أسهم مانشستر يونايتد في 2 مارس 2003م، حيث أنفقت حوالي 9 ملايين جنيه استرليني على حصة 2.9٪، اشتروها من خلال شركة قابضة تدعى Red Football. في 26 سبتمبر 2003م، تم الإبلاغ عن زيادة حصتهم إلى 3.17٪، مما جعل حصصهم أعلى من عتبة 3% التي تطلب منهم إبلاغ إدارة النادي. كانت هناك بالفعل تكهنات كبيرة حول إمكانية الاستحواذ على النادي، إما من قبل Glazers أو من قبل أحد الأطراف الأخرى المهتمة. بحلول 20 أكتوبر، زادوا حصصهم إلى 8.93٪، وفي 29 نوفمبر، أفيد أنهم يمتلكون حوالي 15% من النادي وأنهم التقوا ديفيد جيل، رئيسه التنفيذي، لمناقشة نواياهم.
في 12 فبراير 2004م، زاد آل جليزر حصتهم في النادي إلى 16.31% وفي اليوم التالي ذكرت صحيفة فاينانشيال تايمز أنهم أصدروا تعليمات إلى البنك التجاري الألماني لاستكشاف عرض شراء. ارتفع سعر سهم النادي بنسبة 5% في ذلك اليوم، ليبلغ إجمالي قيمة النادي 741 مليون جنيه استرليني. زادت The Glazers حصصها إلى أكثر من 19% في يونيو التالي، على الرغم من أنهم لم يكونوا بعد أكبر المساهمين. استمرت حصصهم في الزيادة، حيث اقتربت من 30% بحلول أكتوبر 2004م. عند الوصول إلى 30٪، سيتعين عليهم إطلاق عرض استحواذ رسمي. في فبراير 2005م، قام أكثر من 400 من مشجعي مانشستر يونايتد باحتجاج في أولد ترافورد ضد احتمال استحواذ جليزر.
في 12 مايو 2005م، أعلنت شركة Red Football أنها توصلت إلى اتفاق مع المساهمين JP McManus وJohn Magnier لشراء حصة Cubic Expression البالغة 28.7% في النادي، الأمر الذي منح فريق Glazers حصة مسيطرة بأقل من 57% من أسهم النادي. ثم تمكنوا بعد ذلك من تأمين حصة ثالث أكبر مساهم، رائد أعمال التعدين الإسكتلندي هاري دوبسون، ورفع حصتهم الإجمالية إلى 62% من النادي. بحلول 13 مايو، اشترت عائلة جليزر حصة إضافية بنسبة 12.8٪، مما رفع ملكيتها الإجمالية إلى 74.81٪، وهو ما لا يتجاوز حد 75% الذي سيسمح لهم بإنهاء وضع الشركة العامة المحدودة للنادي (PLC) وشطبها من بورصة لندن. في 16 مايو، رفع فريق جليزر حصصهم في مانشستر يونايتد إلى 75.7٪، وبعد شهر، في 22 يونيو، قاموا بإزالة أسهم النادي من البورصة لأول مرة منذ 14 عامًا.
زادت مساهمة Glazers تدريجياً إلى 76.2% بحلول 23 مايو، عندما قدموا عرضهم النهائي بقيمة 300 بنس للسهم، مع موعد نهائي قدره 3 مساء يوم 13 يونيو. في 26 مايو، كتب مجلس إدارة مانشستر يونايتد إلى المساهمين الباقين مشيرًا إلى نيتهم بيع أسهمهم الخاصة ونصح الآخرين بأن يحذوا حذوهم؛ في نفس الرسالة، قدم رئيس مجلس الإدارة السير روي غاردنر والمديرين غير التنفيذيين إيان ماتش وجيم أونيل استقالاتهم. في 7 يونيو، تم تعيين أفرام جليزر وأخويه جويل وبريان في مجلس إدارة مانشستر يونايتد كمديرين غير تنفيذيين. مع تشجيع مجلس الإدارة، وصلت حصة Glazers في النادي إلى 97.3% فقط بحلول 14 يونيو، أي أقل من عتبة 97.6% المطلوبة لعملية شراء إلزامية لجميع المساهمين المتبقين، مما دفعهم إلى تمديد الموعد النهائي لعرضهم لشراء المتبقي. حتى 27 يونيو. ذكر بيان صدر في 28 يونيو أن نسبة مساهمة Red Football وصلت إلى 98% (259,950,194 سهمًا)، مما أدى إلى طرد المساهمين المتبقين. كانت القيمة النهائية للنادي حوالي 790 جنيهًا إسترلينيًا مليون (حوالي $ 1.5 مليار بسعر الصرف في ذلك الوقت).

## ما بعد الكارثة

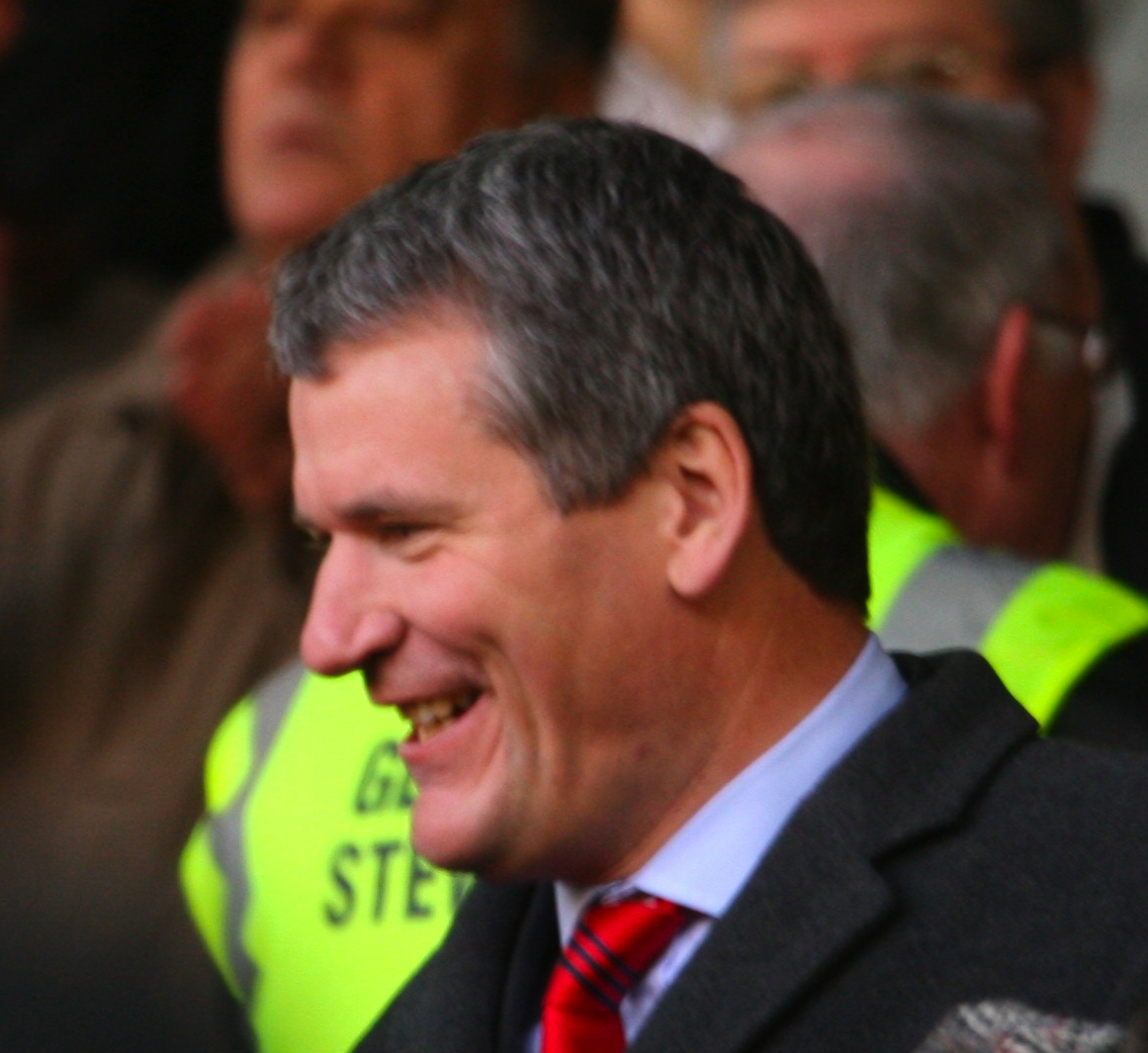
احتفظ The Glazers بديفيد جيل كرئيس تنفيذي لمانشستر يونايتد بعد توليه زمام الأمور في 2005.

في 29 يونيو 2005م، في زيارتهم الأولى إلى أولد ترافورد بعد اكتمال عملية الاستحواذ، قوبل جويل وبريان وأفرام جلازر باحتجاجات من قبل حوالي 300 من مشجعي مانشستر يونايتد الذين عارضوا ملكية النادي الجديدة. تم استدعاء حوالي 100 من أفراد شرطة مانشستر الكبرى إلى الملعب في محاولة لقمع أي أعمال عنف، ولكن وردت تقارير عن إلقاء حجارة على شاحنات الشرطة وهتافات «يموت، جليزر، يموت»؛ وتم القبض على شخصين. صرح نائب رئيس مجلس إدارة المساهمين المتحدة، شون بونز، أن «عائلة جليزر هم أعداء مانشستر يونايتد». أصدر مدير النادي واللاعب السابق بوبي تشارلتون اعتذارًا علنيًا لفريق جليزر عن الاستقبال الذي تلقوه. رداً على عملية الاستحواذ، قامت مجموعة من أنصار مانشستر يونايتد بإنشاء نادي جديد يسمى إف سي يونايتد من مانشستر. تم قبول ما سمي «نادي فينيكس» في دوري الدرجة الثانية لكرة القدم في المقاطعات الشمالية الغربية، على بعد ست ترقيات من دوري كرة القدم، وحصل على ترقية في كل من مواسمه الثلاثة الأولى، مرتين كأبطال الدوري.
بعد الاستحواذ، استمر مانشستر يونايتد في الازدهار، حيث شهد موسم 2005-2006 توسعة قدرة أولد ترافورد الاستيعابية وتوقيع صفقة رعاية قميص جديدة مربحة في أبريل 2006م مع شركة AIG الأمريكية (التي كان لها حصة كبيرة في شركة صناديق تحوط. التي ساعدت في تمويل استحواذ Glazer على النادي). عززت زيادة الإيرادات من حقوق البث التلفزيوني لكل مسابقة يشارك فيها النادي، فضلاً عن صفقات الرعاية المختلفة، من ربحية النادي. جاء ذلك على الرغم من مخاوف العديد من المؤيدين من أن الديون المترتبة على شراء النادي قد تؤدي إلى الإفلاس.
على عكس مخاوف العديد من المشجعين، اتخذ فريق Glazers إجراءات لضمان بقاء جيل والمدرب المخضرم السير أليكس فيرجسون في مانشستر يونايتد، مشيرًا إلى نجاح الثنائي مع النادي. في عام 2006م، تم تعيين ابنا مالكولم جليزر الآخرين، كيفن وإدوارد، وابنته دارسي، في مجلس إدارة مانشستر يونايتد كمديرين غير تنفيذيين.

## إعادة التمويل
تم تقسيم الدين الذي قامت به عائلة جليزر لتمويل عملية الاستحواذ بين النادي والعائلة؛ تم تأمين بين حوالي 265 مليون جنيه استرليني و275 مليون جنيه استرليني مليون مقابل أصول مانشستر يونايتد، وأصبح النادي مديوناً لأول مرة منذ أن أنقذهم جيمس جيبسون في عام 1931م. تم تقديم هذا القرض من قبل ثلاثة صناديق تحوط في نيويورك: Citadel وOch-Ziff Capital Management وPerry Capital. كان المبلغ الإجمالي 660 مليون جنيه استرليني، حيث وصلت الفائدة إلى 62 مليون جنيه استرليني في السنة. وصرح النادي: «ارتفعت قيمة مانشستر يونايتد العام الماضي، ولهذا السبب يرغب المقرضون في الاستثمار في النادي. ... تمثل هذه الخطوة تدبيرًا جيدًا وتضمن تزويد السير أليكس فيرجسون بأموال كافية للمنافسة في سوق الانتقالات». ردت منظمة Manchester United Supporters Trust، «إن المبلغ المالي المطلوب سداده بشكل عام ضخم ... دفع الفائدة شيء ولكن ماذا عن مبلغ 660 مليون جنيه استرليني؟ من الصعب أن نرى كيف يمكن الوصول إلى هذه المبالغ دون زيادات كبيرة في أسعار التذاكر، والتي، كما كنا نظن دائمًا، تعني أن المشجعين سيدفعون فعليًا مقابل اقتراض شخص ما المال لامتلاك ناديهم.» بموجب شروط إعادة تمويل Glazers، حيث لم يتمكنوا من سداد السندات بحلول 16 أغسطس 2010م، ارتفع معدل الفائدة الإجمالي على القروض من 14.25% إلى 16.25٪، مما أدى إلى دفعات سنوية تبلغ حوالي 38 مليون جنيه استرليني.
في 11 يناير 2010م، قبل وقت قصير من الإعلان عن زيادة ديون Red Football إلى 716.5 مليون جنيه استرليني، أعلن نادي مانشستر يونايتد عزمه إعادة تمويل الدين من خلال إصدار سندات تبلغ قيمتها حوالي 500 مليون جنيه استرليني. تمكنوا من جمع 504 مليون جنيه استرليني في أقل من أسبوعين، مما يعني أنهم تمكنوا من سداد ما يقرب من 509 مليون جنيه استرليني مستحق لبنوك دولية. تم إصدار السندات على شريحتين، إحداهما بسعر كوبون 8.75% بقيمة 250 مليون جنيه استرليني، والآخر بسعر كوبون 8.375% بقيمة 425 مليون دولار. وصلت الفائدة السنوية المستحقة على السند إلى حوالي 45 مليون جنيه استرليني سنويًا، مع استحقاق السند في 1 فبراير 2017م. تضمنت نشرة السندات عهودًا من شأنها أن تسمح لـ Glazers بتصفية مبالغ كبيرة من المال خارج النادي لسداد PIKs بحلول عام 2015م. وتشمل هذه اقتطاع 95 مليون جنيه استرليني نقدًا، وبيع وإعادة تأجير مركز تدريب ترافورد في كارينجتون، وقدرة فريق جليزر على دفع 50% من صافي الدخل الموحد للنادي كل عام.
في مايو 2010م، قبل المباراة النهائية للموسم، نظم المئات من مشجعي مانشستر يونايتد احتجاجًا خارج أولد ترافورد ضد ملكية جليزر.
في 16 تشرين الثاني (نوفمبر) 2010م، تم الكشف عن أن عائلة جليزر ستدفع مبلغ 220 مليون جنيه استرليني المتبقية الواردة ضمن قروض PIK بحلول 22 نوفمبر 2010م. كانت القروض في ذلك الوقت تتراكم بفائدة بمعدل 16.25٪، حيث تجاوز إجمالي ديون النادي أرباحه قبل الفوائد والضرائب والإهلاك والاستهلاك (EBITDA) بأكثر من خمسة أضعاف. ومع ذلك، ادعى النادي أنه لم يتم تخصيص أي من أمواله الخاصة بالسداد، مما أثار تساؤلات حول كيفية قيام عائلة جليزر بجمع الأموال ؛ تتضمن الأساليب المقترحة بيع حصة أقلية في النادي لطرف ثالث، وبيع بعض أو كل الشركات الأخرى التابعة للعائلة، و- الخيار الأكثر ترجيحًا- إعادة تمويل PIKs بقرض آخر بسعر فائدة أقل.

## خطط الاستحواذ على Red Knights

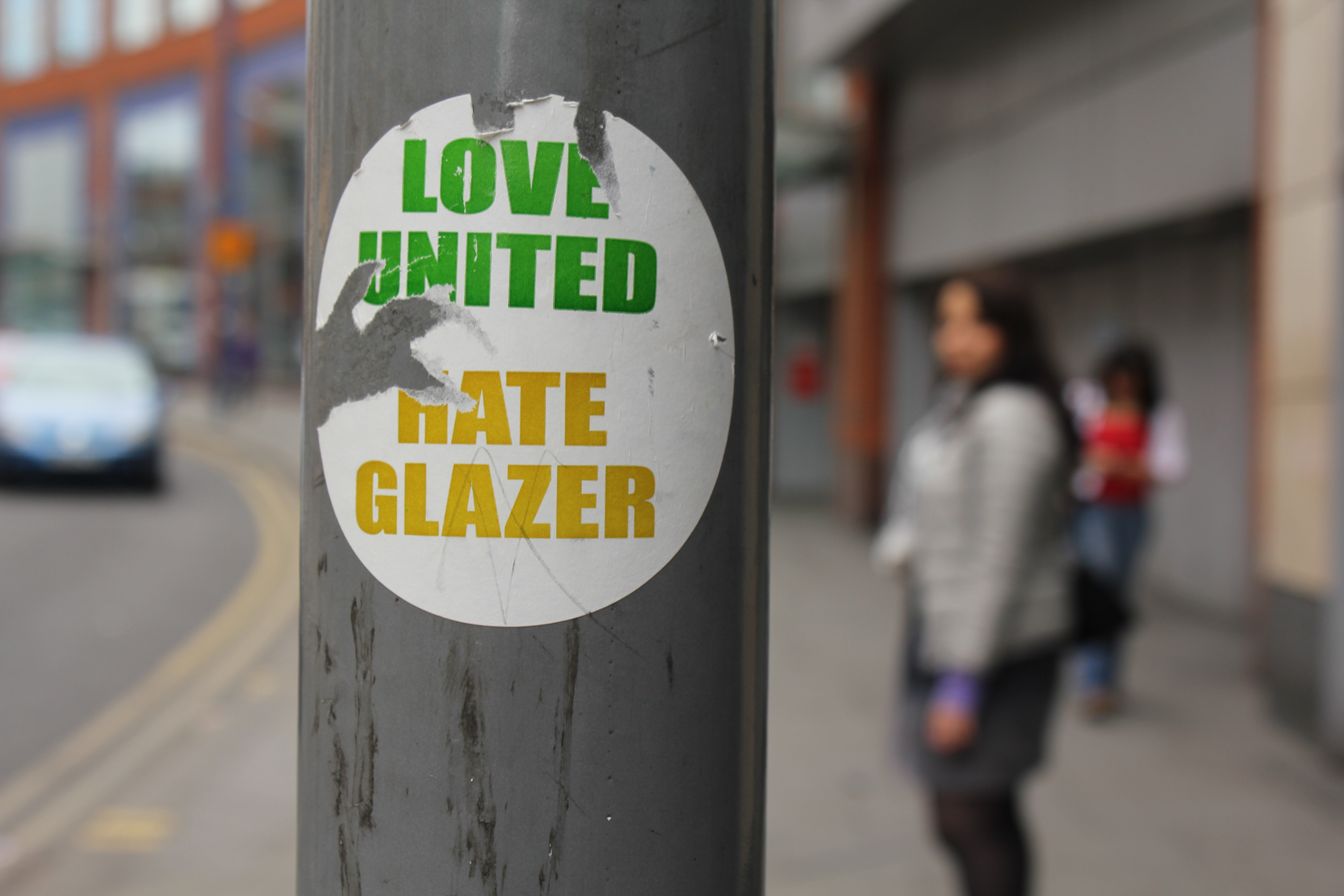
ملصق مضاد لعائلة جلازر على عمود إنارة في Strangeways، مانشستر

تم تشكيل حملة جماهيرية عُرفت باسم "Love United Hate Glazer" في أعقاب محاولة العائلة للسيطرة على النادي. تضمنت الحملة نشر الشعار والمختصر "LUHG" في مواقع مختلفة عبر الملصقات والكتابات على الجدران. كما تم عرض عدد من اللافتات في المدرجات في ملعب أولد ترافورد.
على الرغم من إعادة الهيكلة، أثار الإعلان عن ديون النادي احتجاجات صاخبة من مشجعي مانشستر يونايتد في عطلة نهاية الأسبوع في 23 يناير 2010م، في كل من أولد ترافورد وفي مرفق تدريب كارينجتون بالنادي. ونظمت مجموعات مشجعي النادي وقفة احتجاجية في أعقاب حملة "Love United Hate Glazer" التي كانت موجودة منذ عام 2005م، وشجعت الجماهير على ارتداء اللونين الأخضر والذهبي، وهما لون نيوتن هيث، سلف مانشستر يونايتد. بعد بضعة أيام، في 30 يناير، ظهرت تقارير تفيد بأن صندوق أنصار مانشستر يونايتد عقد اجتماعات مع مجموعة من المشجعين الأثرياء بهدف شراء حصة جليزر المسيطرة في النادي. ثم اجتمعت المجموعة مع كيث هاريس، أحد مشجعي مانشستر يونايتد ورئيس البنك الاستثماري سيمور بيرس، للتوسط في عملية استحواذ.
في 2 مارس 2010م، ظهرت تقارير أخرى تفيد بأن المجموعة - التي أطلق عليها اسم «الفرسان الحمر» - اجتمعت مرة أخرى لمناقشة إمكانية الاستحواذ على النادي بمليار جنيه استرليني. كان من بين الحاضرين في الاجتماع كبير الاقتصاديين في بنك الاستثمار بنك جولدمان ساكس والمدير السابق لمانشستر يونايتد جيم أونيل والمحامي مارك رولينسون، وهو شريك في شركة المحاماة Freshfields Bruckhaus Deringer، بالإضافة إلى Duncan Drasdo، الرئيس التنفيذي لـ Manchester United Supporters' Trust، وكيث هاريس، الرئيس التنفيذي لشركة سيمور بيرس. كان الهدف الأولي للمجموعة هو زيادة عضوية Supporters 'Trust إلى 100000 على الأقل، لإظهار دعم المعجبين لتغيير الملكية. للترويج لأنفسهم بشكل أفضل، استعان Trust بخدمات Blue State Digital، شركة إستراتيجيات الإنترنت التي عملت على حملة باراك أوباما للانتخابات الرئاسية لعام 2008م.
في وقت لاحق من ذلك اليوم، أعلن مانشستر يونايتد أن إجمالي ديونهم للأشهر الثلاثة الأخيرة من عام 2009 بلغ 507.5 مليون جنيه استرليني، بتخفيض قدره 30.6 مليون جنيه استرليني مقارنة بنفس الفترة من عام 2008م. كما أبلغوا عن أرباح قبل الضرائب قدرها 6.9 مليون جنيه استرليني، بزيادة قدرها 9.6 مليون جنيه إسترليني بعد خسارة 2.7 مليون جنيه استرليني في العام السابق. رافق هذا الإعلان بيان من المتحدث باسم جليزر بأن النادي ليس للبيع، بالإضافة إلى دعم عام من ديفيد جيل، الذي ادعى أن جليزر «يديرون النادي بالطريقة الصحيحة».
وفي الوقت نفسه، تجاوزت عضوية صندوق أنصار مانشستر يونايتد حد100000 في 3 مارس، قبل أن تتجاوز 125000 بعد أسبوع. نمت حملة الوشاح الأخضر والذهبي أيضًا، حيث أظهرت أجزاء كبيرة من جمهور أولد ترافورد الألوان. بعد فوز مانشستر يونايتد 4-0 على ميلان في الجولة الأولى من خروج المغلوب بدوري أبطال أوروبا، شوهد لاعب مانشستر يونايتد السابق ديفيد بيكهام وهو يرتدي وشاحاً أُلقي على أرض الملعب. ومع ذلك، قال لاحقًا إنه كان يظهر دعمه لمانشستر يونايتد فقط، وأن إدارة النادي «ليست من اختصاصه». وزُعم أيضًا أن مدير يونايتد أليكس فيرجسون سيكون مستعدًا لاستثمار أمواله في محاولة ريد نايتس، لكنه نفى هذه التقارير ووصفها بأنها «هراء مطلق».
بالنظر إلى حجم الديون على دفاتر مانشستر يونايتد في ذلك الوقت، قدر بعض المحللين في عام 2010 أن أي عرض استحواذ كان يجب أن يتجاوز إجماليه 2 مليار جنيه إسترليني ، منها حوالي 1.6مليار جنيه إسترليني ستكون ضرورية لمطابقة تقييم جليزر للنادي - وهو ضعف ما دفعوه للنادي في عام 2005م. ومع ذلك، صرح الفرسان الحمر علنًا أنهم سيدفعوا «ثمنًا عادلًا» عندما يأتي عرضهم اللأخير للاستحواذ. في 11 مارس 2010م، عين الفرسان الحمر شركة نومورا للأوراق المالية كمستشارين في عرضهم للاستحواذ. نصح نومورا في السابق مجلس إدارة مانشستر يونايتد قبل محاولة جليزر شراء النادي. اعترف الفرسان الحمر لاحقًا بأنهم لن يقدموا عرضًا للنادي قبل نهاية موسم 2009-10، ولكن كان يُعتقد أن خيار العرض المفضل لديهم كان سيشمل الاحتفاظ بمبلغ 500 مليون جنيه استرليني سندات صادرة عن جليزر. ثلثي مبلغ إضافي قدره 700 مليون جنيه استرليني سيتم توفير من 30-40 من مشجعي مانشستر يونايتد الأثرياء، مع توفير الباقي من خلال جمع الأموال من المشجعين العاديين. بمجرد تأمين النادي، سيتم بعد ذلك عرض الأسهم على المشجعين، مما يسمح لهم بالحصول على ملكية النادي. على الرغم من هذه الخطط، جعل الفرسان الحمر عرضهم للاستحواذ «معلقًا» في يونيو 2010 م، مشيرين إلى «تطلعات التقييم المتضخمة» في وسائل الإعلام على أنها السبب. بعد أن ذكروا بالفعل أنهم سيدفعون فقط مبلغًا «معقولًا» للنادي، كان يُعتقد أن المجموعة قد امتنعت عن الاقتراح القائل بأن تقييم جليزرز للنادي كان أعلى بكثير من المبلغ الذي كانوا على استعداد لدفعه.

## قائمة بورصة نيويورك والمساهمين
في عام 2011م، ظهرت شائعات مفادها أن عائلة جليزر تنوي إدراج عدد من الأسهم في مانشستر يونايتد في سوق آسيوية مثل هونج كونج أو سنغافورة، في محاولة لجمع مبلغ 400-600 مليون جنيه إسترليني محتمل . بدا أن التعويم في سنغافورة يكتسب زخمًا في أغسطس 2011م، عندما تبين أن النادي قد تقدم بطلب لإدراج أسهمه في بورصة سنغافورة؛ تم منح الموافقة على الإدراج في سبتمبر 2011م.
في يونيو 2012، بعد عدة أشهر مع عدم وجود تطورات أخرى على جبهة سنغافورة، ذكرت عدة مصادر أن النادي كان يفكر في نقل إصدار أسهمه إلى الولايات المتحدة، وفي يوليو 2012م، تم تقديم طلب للنادي لبيع أسهمه في بورصة نيويورك (NYSE)، بهدف جمع 100 مليون دولار  (64 مليون جنيه إسترليني ). تم الكشف عن مزيد من التفاصيل حول عملية البيع في نهاية يوليو، حيث أعلن النادي عن نيته بيع 16.7 مليون سهم (ما يقرب من 10% من النادي) بسعر يتراوح بين 16 دولارًا و20 دولارًا لكل سهم، مما يصل إلى 330 مليون دولار  (210  مليون جنيه استرليني). سيتم تقسيم الأسهم في النادي إلى مجموعتين، مع بيع أسهم الفئة أ للجمهور والاحتفاظ بأسهم الفئة ب من قبل عائلة جليزر.
قبل افتتاح الاكتتاب العام، أثيرت مخاوف بين المستثمرين وأنصار مانشستر يونايتد فيما يتعلق بتفاصيل طرح الأسهم. على الرغم من أن نشرة الإصدار حددت أن عائدات البيع ستذهب نحو سداد ديون النادي، فقد تم الكشف عن أن الكثير من الأموال ستذهب مباشرة إلى Glazers. علاوة على ذلك، لن يحق لأصحاب الأسهم من الفئة أ الحصول على توزيعات أرباح منتظمة، وكان هيكل إصدار الأسهم يعني أن أسهم جليزر من الفئة ب تمتلك 10 أضعاف قوة التصويت لأسهم الفئة أ، مما ينكر بشكل أساسي وجود حصة مسيطرة في النادي لأي شخص ما عدا Glazers. أدت هذه المشكلات إلى انخفاض الاهتمام وفرضت انخفاضًا في سعر السهم من 16-20 دولارًا لكل منها إلى 14 دولارًا لكل منها، وهو ما يمثل قيمة بيع إجمالية محتملة قدرها 233 مليون دولارًا أمريكيًا  (150 مليون جنيه إسترليني ).
ظهرت الأسهم لأول مرة في بورصة نيويورك في 10 أغسطس 2012م، وأظهرت في البداية ارتفاعًا طفيفًا إلى 14.05 دولارًا للسهم الواحد، لكنها أغلقت اليوم عند سعر العرض البالغ 14 دولارًا لكل سهم، مما قيم النادي ككل عند 2.3 مليار دولار ، مما يجعلها واحدة من أكثر الفرق الرياضية قيمة في العالم. كان الملياردير الأمريكي جورج سوروس أحد أكبر المستثمرين في الاكتتاب العام، حيث اشترت شركته الاستثمارية حوالي 3.1 مليون سهم من الفئة أ (1.9% من النادي) بقيمة 40.7 دولار مليون (25.8 جنيه إسترليني مليون) في ذلك الوقت. كشفت سجلات النادي التي تم الإعلان عنها في نوفمبر 2012م أن إجمالي الدين قد انخفض إلى 359.7 مليون جنيه استرليني بعد أن أمن بيع الأسهم 62.6 مليون جنيه استرليني من السندات. تمت معالجة ديون النادي بشكل أكبر في مايو 2013، بعد الاتفاق على صفقة إعارة جديدة من شأنها توفير 10 ملايين جنيه استرليني للنادي سنويًا في مدفوعات الفوائد على الديون التي يبلغ مجموعها الآن حوالي 307 مليون جنيه استرليني.
في مارس 2014م، اشترت مجموعة الاستثمار الأمريكية Baron Capital 24% من جميع الأسهم المتاحة في بورصة نيويورك (ما يعادل 5.8% من النادي بأكمله، ولكن تم الإبلاغ عنها بشكل خاطئ على نطاق واسع بنسبة 2.4%). عند سعر الإغلاق في يوم الشراء البالغ 15.84 دولارًا أمريكيًا للسهم الواحد، بلغت قيمة إجمالي استثمارات Baron Capital حوالي 151 مليون دولارًا أمريكيًا. (90 مليون جنيه استرليني). في سبتمبر 2014م، رفعت Baron Capital حصتها في النادي إلى 9.2% من إجمالي النادي (ما يعادل 37.8% من جميع الأسهم المتاحة في بورصة نيويورك.)
توفي مالكولم جليزر في 28 مايو 2014م عن عمر يناهز 85 عامًا. كان ينظر إلى وفاته على أنها لن تؤدي إلى أي تغييرات مهمة في إدارة النادي.
اعتبارًا من عام 2016م، دفع فريق Glazers لأنفسهم أرباحًا سنوية من النادي، بأكثر من 20 مليون جنيه استرليني كل عام من 2016م إلى 2020م. في تلك الفترة نفسها، وصفت صحيفة الديلي تلغراف أن سداد ديون النادي «توقف بالكامل»، بينما استمرت مدفوعات الفائدة. بينما كان دفع توزيعات الأرباح شائعًا في الأعمال التجارية، كان مانشستر يونايتد هو النادي الوحيد في الدوري الإنجليزي الممتاز الذي «يدفع أرباحًا منتظمة من أي نوع»، حسبما ذكرت صحيفة ديلي تلغراف في مايو 2021م.

## الدوري الأوروبي الممتاز
في أبريل 2021م، لعب جويل جليزر دورًا رئيسيًا في الخطط المثيرة للجدل لمنافسة مانشستر يونايتد في الدوري الأوروبي الممتاز. تم الإعلان عن الخطط في 18 أبريل ولم تحظى بشعبية لدى المعجبين. بعد انسحاب مانشستر يونايتد من المسابقة بعد ثلاثة أيام بسبب رد الفعل العنيف من الجماهير والحكومة والعديد من لاعبي كرة القدم والمديرين والنقاد استمرت احتجاجات المشجعين. في 22 أبريل، قامت مجموعة من حوالي 20 متظاهرًا بغزو ملعب التدريب بالنادي لتنظيم احتجاج على ملكية Glazers. بعد يومين، حضر أكثر من 2000 محتجاً خارج أولد ترافورد للدفاع عن قاعدة 50 + 1 التي تطبق في كرة القدم الألمانية. اعتذر جويل جليزر لاحقًا لمشجعي الفريق، قائلاً «[هو] أخطأ في الأمر»، لكن المشجعين قالوا للمدير التنفيذي للفريق إنهم «مشمئزون ومحرجون وغاضبون» من أفعاله.
قبل مباراة الدوري ضد ليفربول في 2 مايو، تم تنظيم احتجاج آخر خارج أولد ترافورد، بالإضافة إلى احتجاج أصغر خارج فندق لوري. وشهد احتجاج أولد ترافورد هذه المرة حضور أكثر من 10000 شخص. تمكن حوالي مائة متظاهر من الوصول إلى أرض الملعب. نتيجة للاحتجاجات، كان مطلوبًا تأجيل انطلاق المباراة حيث لم يتمكن اللاعبون وحكام المباراة من الوصول إلى الملعب بحلول الساعة 16:30 وقت انطلاق المباراة الأصلي. ثم تم تأجيل المباراة. كانت هذه هي المرة الأولى التي يتم فيها تأجيل مباراة في الدوري الممتاز بسبب احتجاجات لمشجعين في تاريخ المسابقة. حظي الاحتجاج بتغطية إخبارية كبيرة. أعرب مدافع ليفربول السابق جيمي كاراغر، وقائد فريق مانشستر يونايتد السابق جاري نيفيل وروي كين، الذين كانوا جميعًا في استيديو سكاي سبورتس قبل المباراة، عن دعمهم لقضية المحتجين.